# مری لوئیز گرفام
مری لوئیز گرفام (Mary Louise Graffam ‏ ۱۱ مه ۱۸۷۱–۱۷ اوت ۱۹۲۱) یک معلم امریکایی، دبیرستان، و یکی از شاهدان نسل‌کشی ارامنه بود. او در سال ۱۹۱۵ تبعید شد؛ و به همین دلیل، بعنوان قربانی نسل‌کشی ارامنه نیز شناخته شده‌است.

## زندگی و کار
مری لوئیز گرفام در Monson, Maine متولد شد. پدرش یک کشاورز بود و مادرش، پس از فارغ‌التحصیلی او از دبیرستان، در سن چهل و یک سالگی درگذشت. او در سن پنج سالگی، به همراه خانواده اش به اندوور ماساچوست رفت.

او با خواهرش وینونا به مسیحیت ایمان آورد.
گرفام، به عنوان یک نوجوان، با یک تجربه دینی، به کلیسای محلی پیوست و در خدمات کلیسا شرکت کرد.
او با تحصیل در در کالج ابرلین، که کالج خصوصی علوم مقدماتی دینی در اوهایو است، قصد داشت به یک مبلغ مذهبی در خارج از کشور تبدیل شود.
مری پس از فارغ‌التحصیلی در سال ۱۸۹۴، در مدارس مختلف ماساچوست، نیوجرسی و واشینگتن، دی.سی. تحصیل کرد.
سپس برای تبلیغ دینی مسیحیت، به ژاپن رفت. با این حال، در سال ۱۹۰۱ او به سیواس امپراتوری عثمانی اعزام شد تا مسئولیت آموزش زنان را در هیئت نمایندگی هیئت آمریکایی مأموریت‌های خارجی سیواس به عهده‌بگیرد.
هنگامی که او وارد امپراتوری عثمانی شد، سی و یک ساله بود.
در سیواس، به عنوان سرپرست مدارس در روستاهای مجاور، همچنین معلم مطالعات کتاب مقدس و مثلثات در کالج معلمان سیواس بود. او به زبان ارمنی مسلط شد، و همچنین به زبان ترکی و فرانسوی نیز صحبت می‌کرد.
گرفام، تا زمان آغاز جنگ جهانی اول که منجر به نسل‌کشی ارامنه شد، به عنوان یک معلم در سیواس سکونت داشت.
او در سال ۱۹۲۱ در سیواس پس از یک جراحی موفق، در اثر نارسایی قلبی، فوت کرد.

## نسل‌کشی ارمنی‌ها

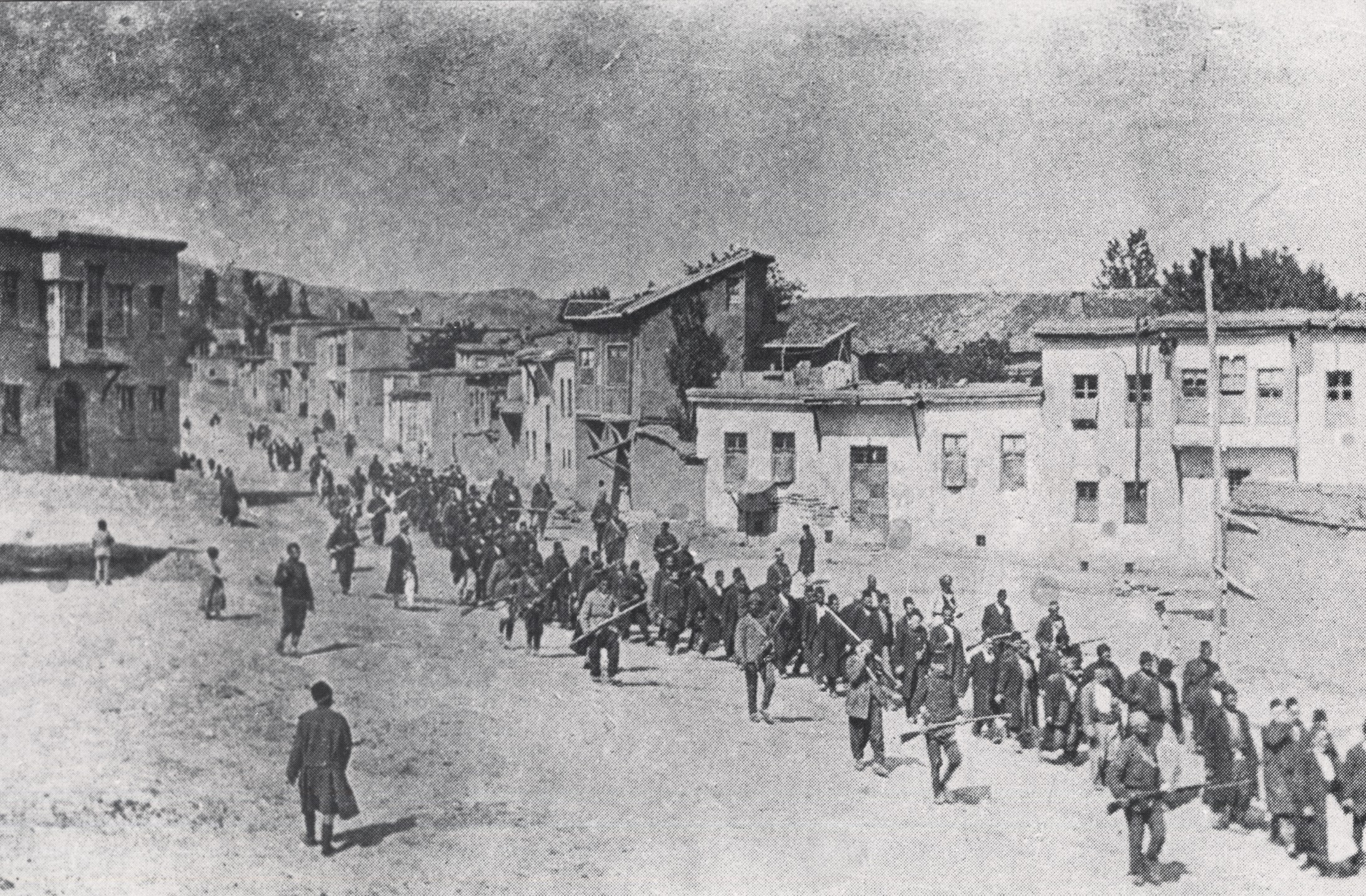
همراهی سربازان مسلح عثمانی با غیر نظامیان ارمنی، که در اسارت آنها هستند؛ از طریق [//en.wikipedia.org/wiki/Harpoot هارپوت] و الازیغ [//en.wikipedia.org/wiki/Kaza قضاء] ولایت معمورةالعزیز, برای انتقال به تبعیدگاه که در گزارش هنری هریسون ریجز ثبت شده است

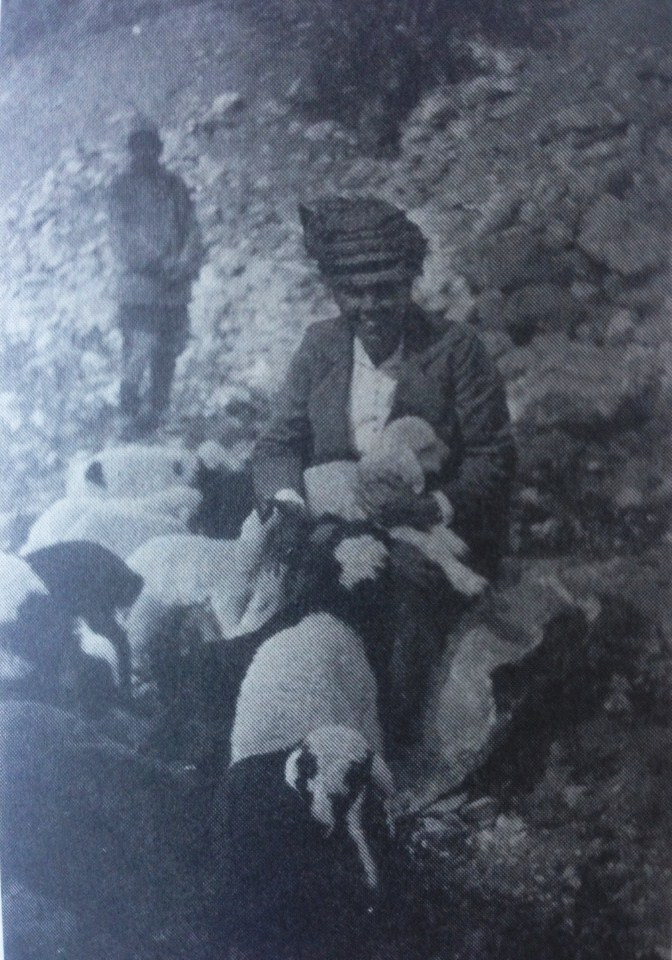
مری گرفام در حومه امپراتوری عثمانی

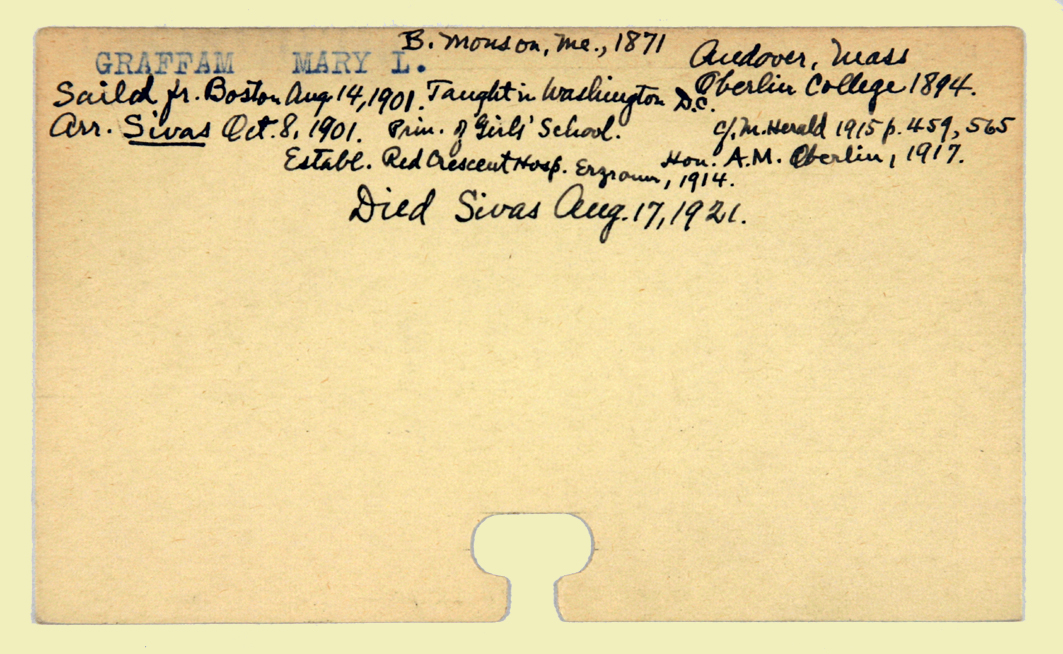
کارت شناسائی مری لوئیز گرفام

مری لوئیز گرفام در زمانی که قتل‌عام ارامنه آغاز شد، در سیواس بود.
او در مراحل اولیه، خود، شاهد دستگیری‌های مردم ارمنی بود.
گرفام، اشاره کرد که:
«ترکها به ما گفتند که اگر مردان تسلیم نشوید، خانه‌ها را به آتش خواهند کشید و خانواده‌ها را آواره خواهند کرد»
وی همچنین اظهار می‌دارد که عکس‌های سلاح‌های مورد استفاده برای ارمنی‌ها، توسط عثمانی‌ها، نشان داده شده، دروغ است و «مهمات توسط ترکیه اضافه شده‌است» تا مورد پیگرد قضایی ارامنه را تسهیل کند.
هنگامی که تبعید شروع شد، گرفام نیز همراه بهمراه دانش آموزان خود در ۷ ژوئیه ۱۹۱۵، به عنوان بخشی از کاروانی که از ۲۰۰۰ ارمنی تشکیل شده بود، جابجا شد.
ژاندارم‌هایی که برای محافظت از کاروان گمارده شده بودند، اسلحه‌ها و مهمات را به گروه‌های محلی کرد دادند که در نهایت دستگیر شدند و حتی تعدادی از دختران را ربودند.
بعضی گروه‌های کرد، به سمت اسیران ارمنی، سنگ پرتاب می‌کردند.
او در حالی که در بین راهپیمایان بود، متوجه شد که عده ای از افراد، در هنگام تلاش برای نوشیدن آب از یک رودخانه، کشته شده‌اند.
مریم همچنین گزارش داد که محلی بعنوان «دره اجساد» وجود دارد.
او جاده منتهی به ملطیه، را بعنوان محل این جنایت عنوان کرده‌است.
| « | "هنگامی که ما به پل بیش از توکماسو نزدیک شدیم، آنچه که مشاهده کردیم، خیلی وحشتناک بود. من با چشمان خودم در حال حرکت آهسته، دیدم که: تا آنجا که چشم کار می‌کرد، بیابان بود و برای ساعتهای یک قطره آب در جاده و غروب خورشید آن بسیار داغ است. همانطور که ما راه رفتیم، جسدهای کشته شدگان درگیری دیروز را دیدیم و بعضی از اسیران، از ضعف، شروع به افتادن کردند … من تا آنجا که می‌توانستم در واگن‌هایمان بکشیم و دانش آموزانمان هم پسر و هم دختران، مانند قهرمانان کار می‌کردند. | » |

در ماه اوت سال ۱۹۱۵، هنگامی که به سیواس بازگشت، به خانواده و دوستانش در آمریکا نوشت که منتظر شنیدن به روز رسانی‌ها در مورد آخرین وضعیت آنها بودند.
گرفام در سیواس با مراقبت از یتیمان ارمنی دستگیر شد.
او همچنین به سپردن و پنهان کردن سوابق مالی و طلا و جواهر که ارمنی‌ها آن را برای نگهداری و انتقال کالاهای با ارزش به مکان‌های امن تر داده‌اند، پنهان کرده‌اند.
گرفام همچنین دختران ارمنی را که توسط مسلمانان ربوده شده بودند، مخفی کرد.
او به منظور مخفی نگهداشتن توجه مقامات، صدها دختر را با قرار دادن آنها در خانواده‌های همسایه در خانواده‌ها مخفی کرد.
وی در سال ۱۹۱۶ به ویلیام وی. پیت، خزانه دار ABCFM، درخواست کرد:
| « | "من باید پول زیادی داشته باشم یا این زنان و کودکان نیمه بیمار با گرسنگی و سرماخوردگی از بین بروند. سپس Zara, Kangal، و Tokat و دیگر مکان‌ها در همان شرایط وجود دارد. | » |

بعد از اینکه دولت عثمانی، با توجه به دخالت آمریکا در جنگ جهانی اول روابط دیپلماتیک خود را با دولت آمریکا قطع کرد، مریم موفق شد در سیواس باقی بماند.
گرفام در نامه ای به کمیسر عالی ایالات متحده آمریکا لوئیس هک از تاریخ ۲۷ ژانویه ۱۹۱۹ در مورد تبدیل اجباری یتیمان ارامنه به اسلام نوشت:
| « | "چند هفته پیش، جمعیتی از دختران ارمنی که در یتیم خانهٔ ترکیه بودند، گفته شد که مگر اینکه آنها کاملاً اسلام را بپذیرند و بطور کامل از ارتباط با تمام بستگان و آشنایان ارمنی که در شهر زندگی می‌کنند، منع شده‌اند. پس از آن بیشتر دختران به سوی ما فرار کردند و در کارخانه ما کار می‌کنند. " | » |

مری گرفام یک گزارش از تجارب خود را در سال ۱۹۱۹ نوشت، به نام «داستان خود»
مری همچنین مدافع قوی ارمنستان مستقلی بود که در آن و دیگران استدلال می‌کردند که ارامنه را از «سلطه ترکیه» آزاد کنند.
پس از مرگ او، هزاران نفر از مردم که او زندگی شان را نجات داده بود عزادار شدند.